# Grand Prix Formule 1 van Italië 1982
De Grand Prix Formule 1 van Italië 1982 werd gehouden op 12 september op Monza. Het was de vijftiende race van het seizoen.

## Uitslag
| Positie | Nummer | Rijder             | Team           | Ronden | Tijd/Opgave      | Startplaats | Punten |
| ------- | ------ | ------------------ | -------------- | ------ | ---------------- | ----------- | ------ |
| 1       | 16     | René Arnoux        | Renault        | 52     | 1:22:25.734      | 6           | 9      |
| 2       | 27     | Patrick Tambay     | Ferrari        | 52     | + 14.064         | 3           | 6      |
| 3       | 28     | Mario Andretti     | Ferrari        | 52     | + 48.452         | 1           | 4      |
| 4       | 7      | John Watson        | McLaren-Ford   | 52     | + 1:27.845       | 12          | 3      |
| 5       | 3      | Michele Alboreto   | Tyrrell-Ford   | 51     | + 1 Ronde        | 11          | 2      |
| 6       | 25     | Eddie Cheever      | Ligier-Matra   | 51     | + 1 Ronde        | 14          | 1      |
| 7       | 12     | Nigel Mansell      | Lotus-Ford     | 51     | + 1 Ronde        | 23          |        |
| 8       | 6      | Keke Rosberg       | Williams-Ford  | 50     | + 2 Rondes       | 7           |        |
| 9       | 10     | Eliseo Salazar     | ATS-Ford       | 50     | + 2 Rondes       | 25          |        |
| 10      | 22     | Andrea de Cesaris  | Alfa Romeo     | 50     | + 2 Rondes       | 9           |        |
| 11      | 20     | Chico Serra        | Fittpaldi-Ford | 49     | + 3 Rondes       | 26          |        |
| 12      | 30     | Mauro Baldi        | Arrows-Ford    | 49     | + 3 Rondes       | 24          |        |
| NC      | 14     | Roberto Guerrero   | Ensign-Ford    | 40     | Niet geklasseerd | 18          |        |
| DNF     | 11     | Elio de Angelis    | Lotus-Ford     | 33     | Gaspedaal        | 17          |        |
| DNF     | 23     | Bruno Giacomelli   | Alfa Romeo     | 32     | Handling         | 8           |        |
| DNF     | 29     | Marc Surer         | Arrows-Ford    | 28     | Ontsteking       | 19          |        |
| DNF     | 15     | Alain Prost        | Renault        | 27     | Injectie         | 5           |        |
| DNF     | 8      | Niki Lauda         | McLaren-Ford   | 21     | Remmen           | 10          |        |
| DNF     | 31     | Jean-Pierre Jarier | Osella-Ford    | 10     | Wiel             | 15          |        |
| DNF     | 1      | Nelson Piquet      | Brabham-BMW    | 7      | Motor            | 2           |        |
| DNF     | 2      | Riccardo Patrese   | Brabham-BMW    | 6      | Koppeling        | 4           |        |
| DNF     | 26     | Jacques Laffite    | Ligier-Matra   | 5      | Versnellingsbak  | 21          |        |
| DNF     | 36     | Teo Fabi           | Toleman-Hart   | 2      | Motor            | 22          |        |
| DNF     | 5      | Derek Daly         | Williams-Ford  | 0      | Botsing          | 13          |        |
| DNF     | 35     | Derek Warwick      | Toleman-Hart   | 0      | Botsing          | 16          |        |
| DNF     | 4      | Brian Henton       | Tyrrell-Ford   | 0      | Botsing          | 20          |        |
| DNQ     | 17     | Rupert Keegan      | March-Ford     |        |                  |             |        |
| DNQ     | 9      | Manfred Winkelhock | ATS-Ford       |        |                  |             |        |
| DNQ     | 18     | Raul Boesel        | March-Ford     |        |                  |             |        |
| DNQ     | 33     | Tommy Byrne        | Theodore-Ford  |        |                  |             |        |

## Statistieken
| Pole-position | Mario Andretti | Ferrari | 1:28.473 |
| Snelste ronde | René Arnoux    | Renault | 1:33.691 |

## Noot
- Dit was de driehonderdste Grand Prix-start voor een Italiaanse coureur en de vijftigste Grand Prix-start voor een Ierse coureur.

1921 · 1922 · 1923 · 1924 · 1925 · 1926 · 1927 · 1928 · 1931 · 1932 · 1933 · 1934 · 1935 · 1936 · 1937 · 1938 · 1947 · 1948 · 1949 · 1950 · 1951 · 1952 · 1953 · 1954 · 1955 · 1956 · 1957 · 1958 · 1959 · 1960 · 1961 · 1962 · 1963 · 1964 · 1965 · 1966 · 1967 · 1968 · 1969 · 1970 · 1971 · 1972 · 1973 · 1974 · 1975 · 1976 · 1977 · 1978 · 1979 · 1980 · 1981 · 1982 · 1983 · 1984 · 1985 · 1986 · 1987 · 1988 · 1989 · 1990 · 1991 · 1992 · 1993 · 1994 · 1995 · 1996 · 1997 · 1998 · 1999 · 2000 · 2001 · 2002 · 2003 · 2004 · 2005 · 2006 · 2007 · 2008 · 2009 · 2010 · 2011 · 2012 · 2013 · 2014 · 2015 · 2016 · 2017 · 2018 · 2019 · 2020 · 2021 · 2022 · 2023 · 2024 · 2025